# Айріка Гаррік
Айріка Гаррік (ест.: Airika Harrik; нар. 28 лютого 1995, Таллінн) — естонська журналістка та письменниця.
Гаррік закінчила художній клас гімназії Пелгулінна і Талліннську середню школу № 21.
Ввона також закінчила з відзнакою магістерську програму з етнології, фольклористики та прикладної антропології в Тартуському університеті.
2011 року у віці 16 років Гаррік опублікувала науково-фантастичний роман для молоді «Кола Ізеенди» (видавництво Randvelt, 444 сторінки). Роман є першою частиною трилогії, другий том «Благодатне прокляття» (360 сторінок) вийшов наприкінці 2012 року, а третій том «Життя після смерті» (344 сторінки) — у 2013 році.
З 1 березня 2020 року Гаррік працює редакторкою новин на дослідницькому порталі ERR Novaator.